# 모치즈키 레오
모치즈키 레오(일본어: 望月 嶺臣, 1995년 1월 18일 ~ )는 일본의 전 축구 선수이다.

## 구단 경력
그는 2013년부터 2019년까지 J리그의 나고야 그램퍼스, 레노파 야마구치 FC, 교토 상가 FC에서 활동하였다.

## 국가대표팀 경력
그는 2011년 FIFA U-17 월드컵에 참가할 일본 U-17 국가대표팀에 발탁되었으며, 3경기에 출전, 8강 진출에 기여했다.